# South Road
De South Road is een 7 km lang zeegat in Newfoundland en Labrador, de oostelijkste provincie van Canada. De road is een zuidelijk deel van de Table Bay in het oosten van het schiereiland Labrador.

## Geografie

### Situering
In het uiterste westen van de Table Bay begint de Table Harbour, een kilometers lange zeearm die leidt naar het spookdorp Table Bay. Zo'n 2,5 km voor de toegang tot deze zeearm ligt een groot eiland genaamd Ledge Island. Voor boten is het betreden van Table Harbour enkel doenbaar al passerend langs de zuidelijke zijde van Ledge Island. Dit zuidelijk zeegat dat de Table Harbour met de open wateren van de Table Bay verbindt staat daarom bekend als de South Road, letterlijk de "zuidelijke weg".

### Omschrijving
De South Road is 7 km lang en gemiddeld zo'n anderhalve kilometer breed. De opening naar de Table Bay toe bevindt zich tussen enerzijds het zuidelijkste punt van Ledge Island en anderzijds het op het vasteland gelegen Hackets Head. Het zeegat is enkel geschikt voor kleine boten, die er kunnen aanleggen in water met 8 vadem (14,6 m) diepte.
Centraal in de South Road liggen de kleine eilandjes Duck Island en Little Duck Island. Voorts liggen er enkel nog een aantal zeer kleine eilandjes vlak tegen de kustlijn, waaronder Black Cliffs Island. Aan de zuidoever van de South Road bevinden zich kliffen, namelijk de Black Cliffs en de Little Black Cliffs.
De overgang van de South Road in de Table Harbour bevindt zich tussen Suglo Point en een naamloos punt 1,3 km ten zuidzuidwesten daarvan.

## Vogels
De Table Bay, waar ook de South Road toe gerekend wordt, is erkend als een Important Bird Area met continentale significantie. Dit voornamelijk omdat er jaarlijks zeer grote aantallen eiders broeden op de nabijgelegen eilanden. Dit onder meer op enkele zeer kleine eilandjes 2 km ten oosten van Suglo Point (net ten noorden van de South Road).